# Guy Mazeline
Guy Mazeline, né le 12 avril 1900 au Havre et mort le 25 mai 1996 à Boulogne-Billancourt, est un écrivain romancier français, lauréat du prix Goncourt en 1932.

## Biographie
Guy Mazeline reçoit le prix Goncourt pour son roman Les Loups en 1932, l'année où Louis Ferdinand Céline est pressenti pour l'obtention du même prix pour Voyage au bout de la nuit. Cette décision a provoqué un scandale et a porté atteinte à la réputation du prix. Les Loups s'est trouvé traité avec dédain — un roman « bien sage, bien pensant, bien appliqué et un peu fadasse », selon Le Canard enchaîné. Pour expliquer le résultat, Olivier Boura évoque un jury qui n'est plus « en phase avec son temps » et qui est devenu « alors une puissance essentiellement conservatrice », séduit par « le métier, la facture traditionnelle d'une œuvre qui avait ce grand mérite de ne les surprendre pas ».
L'œuvre ultérieur de Mazeline est de plus en plus ouvertement chrétien, « peut-être même à l'excès piétiste ».
Guy Mazeline et son œuvre avaient disparu de la vue bien avant sa mort. La Bibliothèque nationale de France ne répertorie aucun ajout à la bibliographie de Mazeline — ni nouveauté ni réédition — après la parution d'Un amour d'Italie en 1967. Même Les Loups a été épuisé dépuis les années 1950. On se souvient de lui presque exclusivement pour son rôle non volu dans la privation du prix Goncourt à Céline. Selon Aude Lancelin, Mazeline ne dut « qu'à cette fabuleuse usurpation de ne pas sombrer totalement dans l'oubli ».
Il est inhumé dans la 16e division du cimetière du Montparnasse.

## Œuvre
- 1927 : Piège du démon
- 1928 : Porte close
- 1931 : Un royaume près de la mer
- 1932 : Les Loups — prix Goncourt
- 1934 : Le Capitaine Durban
- 1935 : Le Délire
- 1936 : Les Îles du matin
- 1937 : Bêtafeu
- 1938 : Le Panier flottant
- 1938 : Scènes de la vie hitlérienne
- 1939 : L'Amour de soi-même
- 1941 : Pied d'alouette
- 1943 : La Femme donnée en gages
- 1943 : Tony l'accordeur
- 1944 : Un dernier coup de griffe
- 1946 : Le Souffle de l'été
- 1951 : Valfort
- 1958 : Chrétienne compagnie !
- 1967 : Un amour d'Italie

Cinq romans de Mazeline constituent une pentalogie, Le Roman des Jobourg, un fait rendu plus explicite dans les éditions des années 1950 :
- Le Roman des Jobourg 1 Les Loups (nouvelle édition, 1950)
- Le Roman des Jobourg 2 Le Capitaine Durban (nouvelle édition, 1958)
- Le Roman des Jobourg 3 Les Îles du matin (nouvelle édition, 1958)
- Le Roman des Jobourg 4 Valfort (première édition, 1951)
- Le Roman des Jobourg 5 Chrétienne compagnie ! (première édition, 1958)